# Penstemon digitalis
Espèce
Penstemon digitalis est une espèce de plantes de la famille des Plantaginacées, originaire d'Amérique du Nord. En anglais, elle est connue sous le nom de Foxglove Beardtongue.

## Description
Cette espèce est pérenne et native du Missouri et peut atteindre 1,5 m de hauteur. Les fleurs sont généralement de couleur blanche. 